# 데드 링거 (1988년 영화)
《데드 링거》(영어: Dead Ringers)는 1988년 개봉한 캐나다의 심리 공포 영화이다. 데이비드 크로넨버그가 감독과 공동각본을 맡았다. 1989 지니상 작품상을 포함한 10개 부문 수상작이다. 2004, 2015년 토론토 국제 영화제 선정 '올타임 최고의 캐나다 영화 10선' 중 하나로 뽑힌 작품이다.

## 출연

### 주연
- 제레미 아이언스
- 주느비에브 뷔졸드

### 조연
- 헤이디 본 팔레스크
- 바바라 고든
- 셜리 더글러스
- 스티븐 랙
- 마샤 모로

## 기타
- 원작자: 잭 기스랜스
- 원작자: 배리 우드
- 협력프로듀서: 존 보드
- 미술: 캐럴 스피어
- 의상: 데니즈 크로넨버그
- 배역: 데아드르 보웬